# De Gezonde Roker
De Gezonde Roker is een boek van de Nederlandse regisseur, interviewer en columnist Theo van Gogh dat in 2000 werd gepubliceerd door Uitgeverij De Prom. Het boek bevat een bundeling van de eerder gepubliceerde weekse columns van Van Gogh. In de columns gaf Theo zijn mening over onder meer de politiek, het koningshuis en allochtonen.
Met het boek Dood van een gezonde roker over Nederland na de moord op van Gogh uit 2006 verwijst Ian Buruma naar deze bundel, hij stelt dat zowel voor van Gogh als Fortuyn er geen taboes waren: De eis van totale eerlijkheid, de gedachte dat tact een vorm van hypocrisie is en dat alles, ongeacht hoe gevoelig het is, in alle openheid en zonder enige beperking gezegd moet kunnen worden, die verheffing van lompheid tot een soort moreel ideaal, dat gecultiveerde gebrek aan fijngevoeligheid is iets dat we in het Nederlandse gedrag wel vaker tegenkomen.

## Website
De Gezonde Roker was tevens de naam van een website van Theo van Gogh die eveneens zijn columns bevat en waarop bezoekers hun mening konden geven.